# 돈 조반니

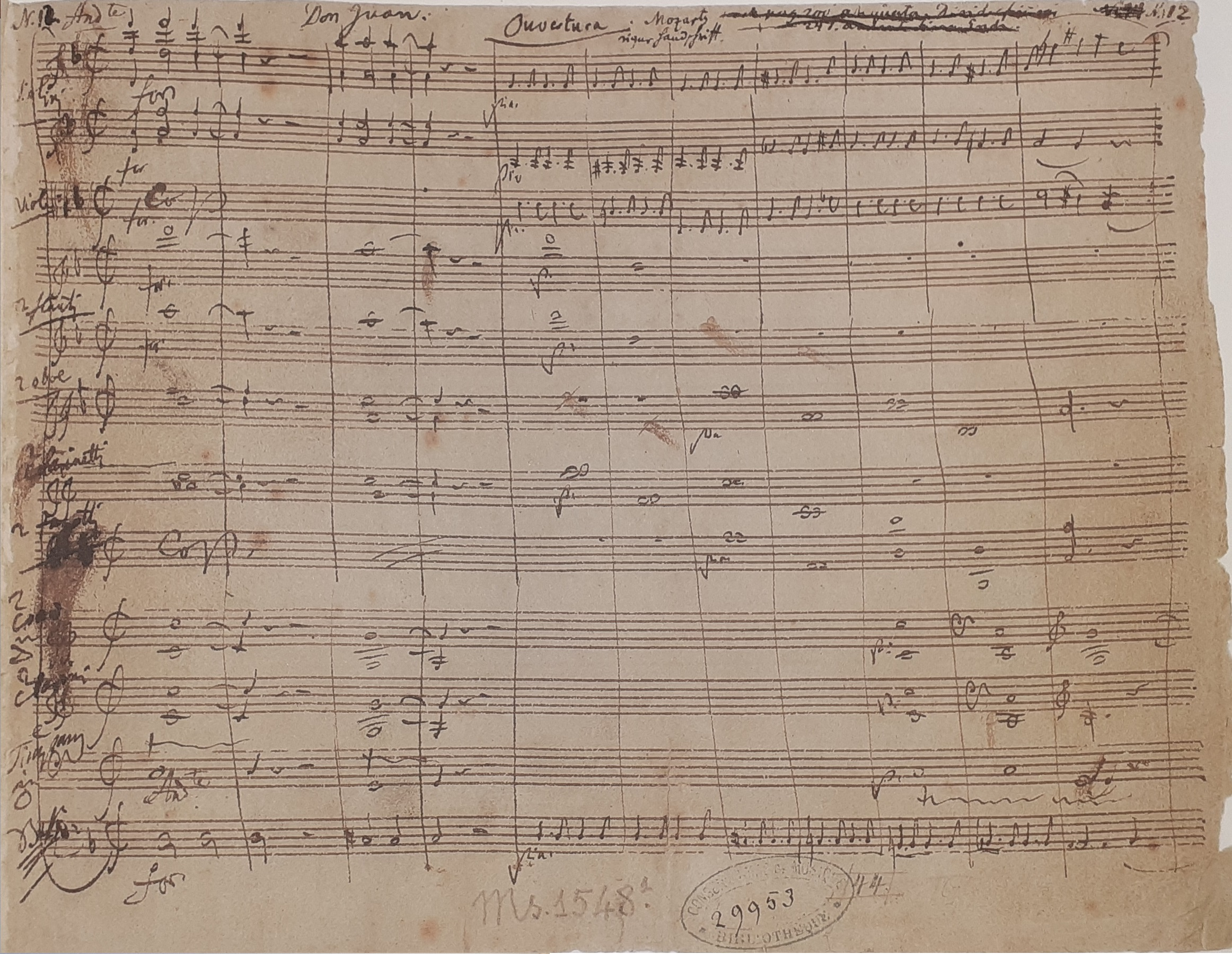

《돈 조반니》(Don Giovanni, K. 527)는 로렌초 다 폰테의 대본으로 볼프강 아마데우스 모차르트가 1787년에 작곡한 오페라로, "돈 조반니"는 주인공의 이름이다. 그 해 10월 29일 프라하의 에스타테츠 극장에서 초연되었으며 2막으로 되어 있다.
《돈 조반니》는 여러 장르의 음악 작품 가운데서도 가장 위대한 작품으로 널리 여겨지며, 특히 돈 후안의 전설을 토대로 만들어진 여러 오페라 작품 중에서는 비교를 넘어설 정도이다. 《돈 조반니》는 드라마 조코소 또는 해학곡에 속하는데, 완전히 희극적이거나, 완전히 비극적이지 않은 것이 특징이다.
덴마크의 철학자 쇠렌 키르케고르는 그의 저서 《이것이냐 저것이냐》에서 모차르트의 《돈 조반니》가 최고의 예술 작품이라는 주장을 옹호하는 장문의 글을 남기기도 했다. 주인공인 돈 조반니가 끝까지 참회하기를 거부하는 《돈 조반니》의 피날레 부분은, 조지 버나드 쇼가 그의 《인간과 초인간》에서 이 오페라를 패러디(기사장과 돈 조반니의 마지막 장면에 쓰인 모차르트의 원곡까지 직접적으로 언급하기도)하는 등, 철학이나 예술에 있어서 많은 작가들에게 매력적인 대상이 되어왔다.
《돈 조반니》는 1979년에 조지프 로지에 의해 영화용으로도 제작되었다.
돈 조반니 역으로 유명한 성악가에는 에치오 핀차, 체사레 시에피 등의 베이스와 사뮤엘 레미, 디트리히 피셔-디스카우, 사이먼 킨리사이드, 토머스 햄프슨 등의 바리톤이 있다.

## 작곡과 초연
대본은 1787년 6월에 완성되었으며, 악보는 같은 해 10월 28일에 완성되었다. 작품이 완성된 이튿날, 프라하에서 "Il Dissoluto Punito ossia il Don Giovanni Dramma giocoso in due atti"라는 원제 아래 초연되었다. 1788년 5월 7일에 빈에서 한 공연에서는 다음과 같은 여러 부분이 레치타티보와 함께 추가되었는데, 돈 옷타비오의 아리아 Dalla sua pace (테너 모렐라를 위해 4월 24일에 작곡됨. K.540a), 돈나 엘비라의 아리아 Mi tradi quell'alma ingrata (소프라노 카바리에리를 위해 4월 30일에 작곡됨, K.540c), 레포렐로와 쩨를리나의 듀엣 Per queste tue manine (4월 28일에 작곡됨, K.540b)가 그것이다.

## 공연의 다양한 실제
예전에 일부 지휘자들은 종종 피날레 앙상블을 생략하기도 했다. 석상신이 드라마적으로나 음악적으로나 매우 극적이고 주인공이 최후를 맞이하는 종결의 성격이 강하기 때문이다. 저명한 음악 비평가인 헨리 에드워드 크레비얼의 "그 피날레가 이미 '오래전부터' 버려진 것이며 또한 '절정을 해치는' 것"이라는 주장했다. 또 다른 "전통적인" 접근 방법에는, 빈에서의 초연 당시 테너 프란체스코 모렐라가 그랬던 이후로, 돈 옷타비오의 아리아 Il mio tesoro 대신에 훨씬 더 쉬운 Dalla sua pace를 더 선호하는 경우가 있다. 그러나 오늘날에는 원작에 대한 이같은 두 접근 방식은 더 이상 잘 사용되지 않는다. 하지만 빈에서의 초연을 위해서 특별히 작곡된 이중창 Per queste tue manine는 오늘날도 실제 공연에서는 생략되는 경우가 많다.

## 등장인물
- 돈 조반니(돈 후안)(Don Giovanni): 주인공. 매우 방탕한 젊은 귀족. (드라마틱 바리톤)
- 돈나 안나(Donna Anna): 돈 옷타비오의 약혼녀. (드라마틱 콜로라투라 소프라노)
- 돈 옷타비오(Don Ottavio): 돈나 안나의 약혼남. (테너 렛졔로)
- 돈 페드로 또는 기사장(Don Pedro 또는 'Il commandatore'): 세비야의 기사장. (바쏘 프로폰도)
- 돈나 엘비라(Donna Elvira): 부르고스의 여인으로, 돈 조반니에게 버림받음. (스핀토 소프라
- 레포렐로(Leporello): 돈 조반니의 시종 (바쏘 부포)
- 쩨를리나(Zerlina): 시골 소녀 (수브레트 소프라노)
- 마젯토(Masetto): 체를리나의 애인 (리릭 바리톤)
- 합창단에는 농부, 시종, 사신(邪神) 등이 있다.

## 서곡
돈 조반니 서곡은 고전주의 시대의 오페라 서곡 가운데서도 특히 높이 평가받고 있다. 서주에서는 석상신의 주제를 이용해서 극적으로 시작하는데, 이 서주는 주인공의 비극적인 결말을 암시한다. 또한 서곡은 별도의 종지없이 바로 1막으로 연결되도록 하였다. 이는 당시로서는 매우 이례적이다. 바그너는 베토벤의 레오노레 서곡 제3번과 함께 돈 조반니 서곡을 최고의 규범으로 격찬하였다. 오페라의 본곡에 나오는 중요한 주제를 사용하고, 종지없이 끝나 박수없이 바로 1막으로 넘어갈 수 있도록 한 점 등은 나중에 바그너에 의해 전주곡의 형태로 계승되었다. 모차르트는 이 서곡이 연주회에서 단독으로 연주될 때를 대비해서 따로 연주회용 종결부를 작곡하기도 하였다.

## 줄거리

### 제 1막
장소: 세비야.
때: 17세기.
기사장의 집 정원이다.. 레포렐로는 돈나 안나의 집안을 밖에서 망을 보고 있다. 레포렐로의 주인인 돈 조반니는 돈나 안나를 유혹하기 위해 집안으로 숨어들었다. (레포렐로의 아리아: "Notte e giorno faticar - 밤과 낮, 항상 나는 지치네") 돈나 안나가 가면을 쓴 돈 조반니를 소리를 지르며 쫓는다. 그녀는 그의 정체를 알기 위해 다른 사람들에게 큰 소리로 도움을 청한다. (트리오: "Non sperar, se non m'uccidi - 날 죽이려는 게 아니면 달아나지 마시오") 돈나 안나의 아버지인 기사장이 나타나 그녀가 도움을 청하러 간 사이에 돈 조반니와 결투를 한다. 조반니가 기사장을 찔러 죽이고 몰래 도망간다. 약혼남인 돈 옷타비오를 데리고 돌아온 안나는 두려움에 떨고, 돈 옷타비오는 예비 장인의 죽음에 대한 복수를 맹세한다. (듀엣: "Fuggi, crudele fuggi - 도망쳐라 나쁜 놈, 도망쳐.")
장면이 바뀌어, 돈 조반니 저택 밖의 광장이다. 조반니와 레포렐로는 도착하며 연인에게 차여 복수를 다짐하는 한 여인의 목소리를 듣게 된다. (돈나 엘비라의 아리아: "Ah, chi mi dice mai quel barbaro dov'e - 아, 누군가 나에게 말해 주겠지, 그 불한당 같은 놈이 있는 곳을.") 조반니는 그 여자에게 수작을 부리려 다가가지만, 그녀가 돌아보자, 그는 그녀가 최근에 만나다가 차 버린 돈나 엘비라라는 것을 알게 된다. 그리고 곧 사실을 알려주라는 명령과 함께 그녀를 레포렐로에게 떠맡기고는 급히 자리를 뜬다. 레포렐로는 돈 조반니의 애인 목록을 펼쳐 읽어주며 돈나 엘비라를 위로하려고 노력한다. 이 장면에서 (레포렐로의 아리아: "Madamina! Il catalago e questo - 아가씨! 이게 바로 그 목록이에요. (카탈로그의 노래)") 그 와중에 돈나 엘비라는 복수를 맹세한다.
그녀가 나가면, 이제 마젯토와 쩨를리나의 결혼 행렬 장면이다. 돈 조반니와 레포렐라가 곧 도착한다. 조반니는 도착하자마자 쩨를리나를 발견하고 그녀에게 반해, 그의 저택에서 결혼 연회를 베풂으로서 질투심이 강한 마젯토를 떨어뜨려 놓으려고 한다. 마젯토는 쩨를리나와 단둘이 남으려는 조반니의 속셈을 알아차리고는 화를 낸다. (마젯토의 아리아: "Ho capito! Signor, si - 알겠어요! 예, 나으리.") 돈 조반니와 쩨를리나는 곧 단둘이 남는다. 그리고 조반니는 바로 그녀를 유혹하기 위해 수작을 건다. (듀엣: "Lá ci darem la mano - 저기서 우리 손을 맞잡아요.")
돈나 엘비라가 도착해 둘 사이에 훼방을 놓는다. (돈나 엘비라의 아리아: "Ah, fuggi il traditor - 배신자에게서 도망쳐요!") 돈 옷타비오와 돈나 안나가 그녀의 아버지를 죽인 사람(아직 누군지 모름)에 복수하기 위한 계획을 세우며 도착해서는, 조반니를 우연히 만난다. 돈나 안나는 그녀를 공격했던 사람인 줄 모르고 조반니에게 도움을 청하고, 조반니는 진심을 가장해 그녀의 평화를 방해한 나쁜 놈이 누구인지 물으며 아직도 안나에게 기회를 엿본다. 그러나 엘비라가 다시 나타나 조반니가 최근에 그녀를 배신했음을 알린다. 그러자 조반니는 돈 옷타비오와 돈나 안나에게 엘비라의 정신이 이상한 것이라며 오히려 엘비라를 나무란다. (사중창: "Non ti fidar, o misera - 그를 믿지 말아요, 불쌍한 사람아.") 조반니가 기사장을 죽인 범인 찾는데 도움을 맹세하며 떠나려 하자, 그를 갑자기 알아 본 돈나 안나는 그가 바로 살인자라고 지목한다. (돈나 안나의 아리아: "Or sai chi l'onore - 나의 자존심을 빼앗은 자가 바로 저 놈이에요.") 돈 옷타비오는 납득하지 못하고, 다만 그를 주시하기로 마음먹는다. (돈 옷타비오의 아리아: "Dalla sua pace - 그녀의 평화에").
아직도 조반니에게서 떠날 생각을 갖고 있는 레포렐로는, 그에게 하객들이 모두 저택에 모여 있으며, 또 마젯토를 안심시켰지만, 쩨를리나가 다시 나타나는 바람에 일이 엉망이 되었다고 알려준다. 그러나, 기분이 매우 좋은 돈 조반니는 레포렐로에게 파티를 열라고 지시한다. (조반니의 샴페인 아리아: "Fin ch'han dal vino - 포도주 마시며") 그는 그는 서둘러 저택으로 들어간다.
쩨를리나는 질투심에 불타는 마젯토를 따라다니며 그를 달래려고 한다. (쩨를리나의 아리아: "Batti, batti o bel Masetto - 나를 때려주세요, 마젯토") 그녀가 그에게 결백함을 믿게 하는 데 성공하자, 곧 돈 조반니의 목소리가 들림에 그녀는 깜짝 놀라 도망가고 싶어 한다. 마젯토의 믿음은 순식간에 날아가 버리고, 돈 조반니가 나타나면 쩨를리나가 어떻게 대하는지를 직접 보기 위해서 자리를 비켜 숨는다. 쩨를리나는 돈 조반니에게 보이지 않게 숨지만, 곧 들키게 되고, 조반니는 마젯토와 맞닥뜨리기 전까지 계속 그녀를 유혹하려고 시도한다. 당황한 조반니는 곧 침착을 되찾고, 마젯토에게 그가 자리에 없자 쩨를리나가 매우 슬퍼하는 바람에 그랬던 것이라며, 쩨를리나를 일단 마젯토에게 보내 준다. 그리고 그 둘을 결혼 연회가 열리는 화려하고 사치스럽게 장식된 방으로 안내하고, 레포렐로는 또다른 세 명의 가면을 쓴 손님을 불러들이는데, 이들은 돈 조반니를 현장에서 잡기 위해 변장한 돈 엘비라와 돈 옷타비오, 그리고 돈나 안나이다.
장면은 바뀌어 무도장이다. 흥겹게 춤을 추고 있는 사람들 가운데에서 레포렐로가 마젯토의 주의를 끄는 동안 돈 조반니는 쩨를리나를 리드해서 나간다. 도움을 요청하는 쩨를리나의 목소리가 들리자, 레포렐로는 조반니에게 급히 달려가 주의하라고 알려 준다. 조반니는 레포렐로가 쩨를리나를 유혹하려고 했다며 그를 방으로 끌고와 칼을 겨누며 다른 구경꾼들을 속이려고 한다. 손님들을 돈 조반니를 믿지 않고 그에게 공격을 가하지만, 그는 사람들 사이를 뚫고 도망에 성공한다.

### 제 2막
돈나 엘비라의 집 바깥이다. 레포렐로는 조반니에게 떠나겠다고 엄포를 놓지만, 조반니는 돈을 주며 그의 입을 다물게 한다. (듀엣: "Eh via buffone - 적당히 하자") 돈나 엘비라의 하녀를 유혹하고 싶어진 돈 조반니는 레포렐로에게 자신과 망또와 모자를 바꾸자고 설득한다. 돈나 엘비라가 그녀의 창가로 나온다. (트리오: "Ah taci, ingiusto core - 아, 부정한 마음이여 조용히 하오") 기회를 잡을 수 있다고 생각한 조반니는 몸을 숨기고, 레포렐로를 조반니처럼 옷 입혀 내보낸 뒤, 그는 숨은 채로, 후회하고 있으며 다시 그녀에게 돌아가고 싶다는 노래를 부른다. 돈나 엘비라는 노래를 듣고 집 밖 길가로 나온다. 그녀는 (돈 조반니의 옷을 입고 있는) 레포렐로를 조반니로 착각하고 그와 함께 나간다. 한편, 조반니는 만돌린 소리에 맞춰 노래를 부르며 돈나 엘비라의 하녀를 유혹하려 시도한다. (돈 조반니의 아리아: "Deh vieni alla finestra - 나의 보석이여, 창가로 와다오")
돈 조반니가 그 하녀를 유혹하는 데 성공하지 못하는 동안, 그를 찾아 다니던 마젯토 일행이 도착한다. 레포렐로의 옷을 입고 있는 돈 조반니는 그들에게 자신도 조반니를 찾아 죽이고 싶다며 함께 하고 싶다고 이야기한다. 일행을 두 편으로 나눈 조반니는 (돈 조반니의 아리아 "Metá di voi qua vadano - 반은 이쪽으로 갑시다") 모든 무기를 압수한 뒤 마젯토를 때려 눕히고는 웃으면서 도망친다. 뒤이어 도착한 쩨를리나가 마젯토를 위로한다. (쩨를리나의 아리아: "Vedrai carino - 불쌍한 당신")
장면이 바뀌어 컴컴한 안마당에서, 레포렐로가 돈나 엘비라를 버리려 한다. (육중창: "Sola, sola in buio loco - 이렇게 컴컴한 곳에 혼자") 그가 도망가려는 와중에, 돈 옷타비오가 돈나 안나를 위로하며 도착한다. 레포렐로가 애를 쓰며 문을 찾다가 막 나서려는 순간 쩨를리나와 마젯토가 그 문을 열고 들어서며, 레포렐로에게서 돈 조반니의 기장(記章)을 발견하고는 그를 잡는 데 성공한다. 이 모습을 본 돈나 안나와 돈 옷타비오도 레포렐로를 함께 포위한다. 돈나 엘비라는 그가 자신의 남편이라면서 선처를 호소하며 그를 보호하려고 한다. 그러나 다른 네 명을 그녀를 무시하고, 레포렐로는 망또를 벗어 자신이 진짜 돈 조반니가 아니라는 사실을 밝힌다. 모든 이는 놀라고, 때를 틈타 레포렐로는 도망친다. (레포렐로의 아리아 "Ah pietá signori miei - 아, 여러분, 살려주세요") 이러는 동안, 돈 옷타비오는 돈 조반니의 죄를 알게 되고, 복수를 다짐하고(돈 옷타비오의 아리아: "Il mio tesoro - 내 연인을 위해"), 돈나 엘비라는 그녀를 배신한 돈 조반니에 대해 분노한다. (돈나 엘비라의 아리아: "Mi tradi quell'alma ingrata - 그 악당이 나를 배신했어")